# قائمة مواقع التراث العالمي في لاتفيا
تُعتبرُ مواقع التراث العالمي التابعَة لمنظمة الأمم المتحدة للتربية والعلم والثقافة (اليونسكو) أماكنَ ذات أهميَّة للتراث الثقافي أو الطَّبيعي كما هوَ موضحٌ في اتفاقية التراث العالمي لليونسكو، التي أنشئت في عام 1972. قبلت لاتفيا الاتفاقية في 10 يناير 1995، مما جعلَ مواقعها التاريخية مُؤهلة للإدراج في القائمة. تمتلِكُ لاتفيا موقعين كلاهُما ثقافيان. قوس ستروف الجيوديسي هو موقع عبر وطني ومُشترك مع تسعة بلدانٍ أخرى.
بالإضافة إلى مواقع التراث العالمي، تَحتفظ لاتفيا أيضًا بثلاثة مواقِع في قائمتها المُؤقتة.

## مواقع التراث العالمي
تسرد اليونسكو المواقع تحت عشرة معايير؛ يجب أن يَستوفي كل إدخال معيارًا واحدًا على الأقل منَ المعايير. المعايير من الأول إلى السادس ثقافية، في حين أنَّ السابع طبيعي.
| الموقع                | الصُّورة       | موقعه | سنة الإدراج | معايير اليونسكو                      | الوصف |
| --------------------- | ------------ | ----- | ----------- | ------------------------------------ | ----- |
| مركز ريغا التاريخي    | منزل في ريغا | ريغا  | 1997        | 852؛ الأوَّل والثاني (ثقافي)           | [ 4 ] |
| قوس ستروف الجيوديسي * | غَير مُتوفِّرة   |       | 2005        | 1187؛ الثاني والثالث والسَّادِس (ثقافي) | [ 5 ] |

## القائمة المُؤقتة
بالإضافة إلى المواقع المُدرجة في قائمة التراث العالمي، يُمكن للدول الأعضاء الاحتفاظ بقائمة بالمواقع التجريبيَّة التي قد تُراعيها. تُقبلُ الترشيحات لقائمة التراث العالمي فقط إذا كان الموقع مدرجًا سابقًا في القائمة المؤقتة. اعتبارًا مِن عام 2019، تدرج لاتفيا ثلاثة مواقع في قائمتها المؤقتة.
| الموقع                                              | الصُّورة             | موقعه                                | سنة الإدراج | معايير اليونسكو                | الوصف |
| --------------------------------------------------- | ------------------ | ------------------------------------ | ----------- | ------------------------------ | ----- |
| مدينة كولديغا القديمة في وادي برايمفيل من نهر فينتا | قاعة مدينة كولديغا | كولديغا                              | 2011        | الثاني والرابع والسابع (مُختلط) | [ 7 ] |
| تعرجات من أعالي نهر دفينا                           | دوائر دوغافا       | نهر دوغافا من بيدروغا إلى داوغافبيلس | 2011        | الخامس والثامن والعاشر (مُختلط) | [ 8 ] |
| موقع غروبينا الأثري                                 | غَير مُتوفِّرة         | غروبينا                              | 2017        | iii (ثقافي)                    | [ 9 ] |